# Mitch Morgan
Mitch Morgan (* 31. Januar 1991) ist ein belgisch-kanadischer Eishockeyspieler, der seit 2014 erneut bei HYC Herentals unter Vertrag steht und mit dem Klub in der belgisch-niederländischen Central European Hockey League (bis 2024: BeNe League) spielt. Sein Vater Bill und seine Brüder Vincent und Ben waren bzw. sind ebenfalls professionelle Eishockeyspieler.

## Karriere
Mitch Morgan stammt aus der Jugendabteilung von HYC Herentals. 2006 wechselte er in die U18-Mannschaft des Kölner EC und spielte dort zwei Jahre in der Deutschen Nachwuchsliga, die er mit seiner Mannschaft 2007 gewinnen konnte. 2008 zog es ihn in die Ligue de hockey junior majeur du Québec, wo er ein Jahr bei den Foreurs de Val-d’Or, die ihn im CHL Import Draft 2008 in der zweiten Runde als insgesamt 71. Spieler gezogen hatten, spielte. Ab 2009 stand er fünf Jahre bei seinem Stammverein HYC Herentals unter Vertrag. Zunächst spielte er dort in der belgischen Ehrendivision und von 2010 bis 2012 auch im belgisch-niederländischen North Sea Cup. 2012 wurde er mit dem Klub aus Flandern belgischer Meister und Pokalsieger. Nach diesem Erfolg und aufgrund der Einstellung des North Sea Cups wechselte er mit seinem Club in die niederländische Ehrendivision, in der Herentals seither als einzige belgische Mannschaft antritt. 2013 gewann er mit Herentals erneut den belgischen Pokalwettbewerb. 2014 wechselte er in die französische Ligue Magnus, wo er beim HC Morzine-Avoriaz auf dem Eis stand. Doch bereits nach einem Jahr kehrte er nach Herentals zurück und spielt dort in der neugegründeten belgisch-niederländischen BeNe League, deren erste Spielzeit das Team auf Anhieb gewinnen konnte, womit auch der belgische Meistertitel 2016 verbunden war. Auch 2017 und 2018 wurde er mit dem Team belgischer Meister. Zudem konnte er mit den Flamen 2016 und 2017 auch den nationalen Pokalwettbewerb für sich entscheiden. Nachdem er 2018 bester Vorbereiter der BeNe League war, gelang 2019 mit HYC Herentals der zweite Titelgewinn. 2025 war er bester Vorbereiter der nun Central European Hockey League genannten Liga.

### International
Für Belgien nahm Morgan im Juniorenbereich an den U-20-Weltmeisterschaften 2010 und 2011 in der Division II teil.
Für die Herren-Nationalmannschaft spielte Morgan bereits vor seinen Junioren-WM-Einsätzen. Er nahm an den Weltmeisterschaften der Division II 2008, 2009, 2010, 2011, 2012, 2013, 2014, 2015 und 2017 teil, wobei 2012 der Aufstieg von der B- in die A-Gruppe der Division II gelang. In diesem Jahr war er nicht nur nach Landsmann Olivier Roland mit 21 Punkten zweitbester Scorer des Turniers, sondern wurde auch als bester Vorlagengeber (15 Assists) ausgezeichnet. 2015 war er gemeinsam mit seinem Landsmann Bryan Kolodziejczyk und dem Serben Marko Sretović Topscorer und gemeinsam mit dem Rumänen Ede Mihály Torschützenkönig des Turniers. 2017 war er gemeinsam mit dem Rumänen Ede Mihály und Serben Marko Sretović Topscorer, sowie mit dem Serben Dominik Crnogorac und dem Australier Lliam Webster hinter dem Rumänen Roberto Gliga zweitbester Torvorbereiter des Turniers.
Mit 78 Scorerpunkten ist er gemeinsam mit seinem Bruder Vincent Topscorer der Belgischen Nationalmannschaft. Mit 48 Vorlagen ist er zudem gemeinsam mit Tim Vos auch bester Vorbereiter.

## Erfolge und Auszeichnungen
- 2007 Gewinn der Deutschen Nachwuchsliga mit dem Kölner EC
- 2012 Belgischer Meister mit HYC Herentals
- 2012 Belgischer Pokalsieger mit HYC Herentals
- 2012 Aufstieg in die Division II, Gruppe A, bei der Weltmeisterschaft der Division II, Gruppe B
- 2012 Bester Vorlagengeber bei der Weltmeisterschaft der Division II, Gruppe B
- 2013 Belgischer Pokalsieger mit HYC Herentals
- 2015 Topscorer und Torschützenkönig der Weltmeisterschaft der Division II, Gruppe A
- 2016 Gewinn der BeNe League, belgischer Meister und Pokalsieger mit HYC Herentals
- 2017 Belgischer Meister und Pokalsieger mit HYC Herentals
- 2017 Topscorer bei der Weltmeisterschaft der Division II, Gruppe A
- 2018 Belgischer Meister mit HYC Herentals
- 2018 Meiste Vorlagen der BeNe League
- 2019 Gewinn der BeNe League und belgischer Meister mit HYC Herentals
- 2025 Bester Vorbereiter der Central European Hockey League

## Statistik
(Stand: Ende der Spielzeit 2024/25)